# 亚历山大·黑格
小亞歷山大·梅格斯·「艾爾」·黑格（英語：Alexander Meigs "Al" Haig Jr.，1924年12月2日—2010年2月20日），出生于宾夕法尼亚州费城，是美国政治人物、外交官及美國陸軍退役上將，曾任白宫幕僚長、美国国务卿、美国副国家安全顾问及陸軍副參謀長。
他曾经辅佐过三位美国总统，他以军旅生涯和外交才能而闻名于世。

## 早年
黑格年輕時就讀美國聖母大學，但讀兩年後即轉學念西點軍校，後來又取得哥倫比亞大學企管碩士和喬治城大學國際關係學士。

## 军事生涯

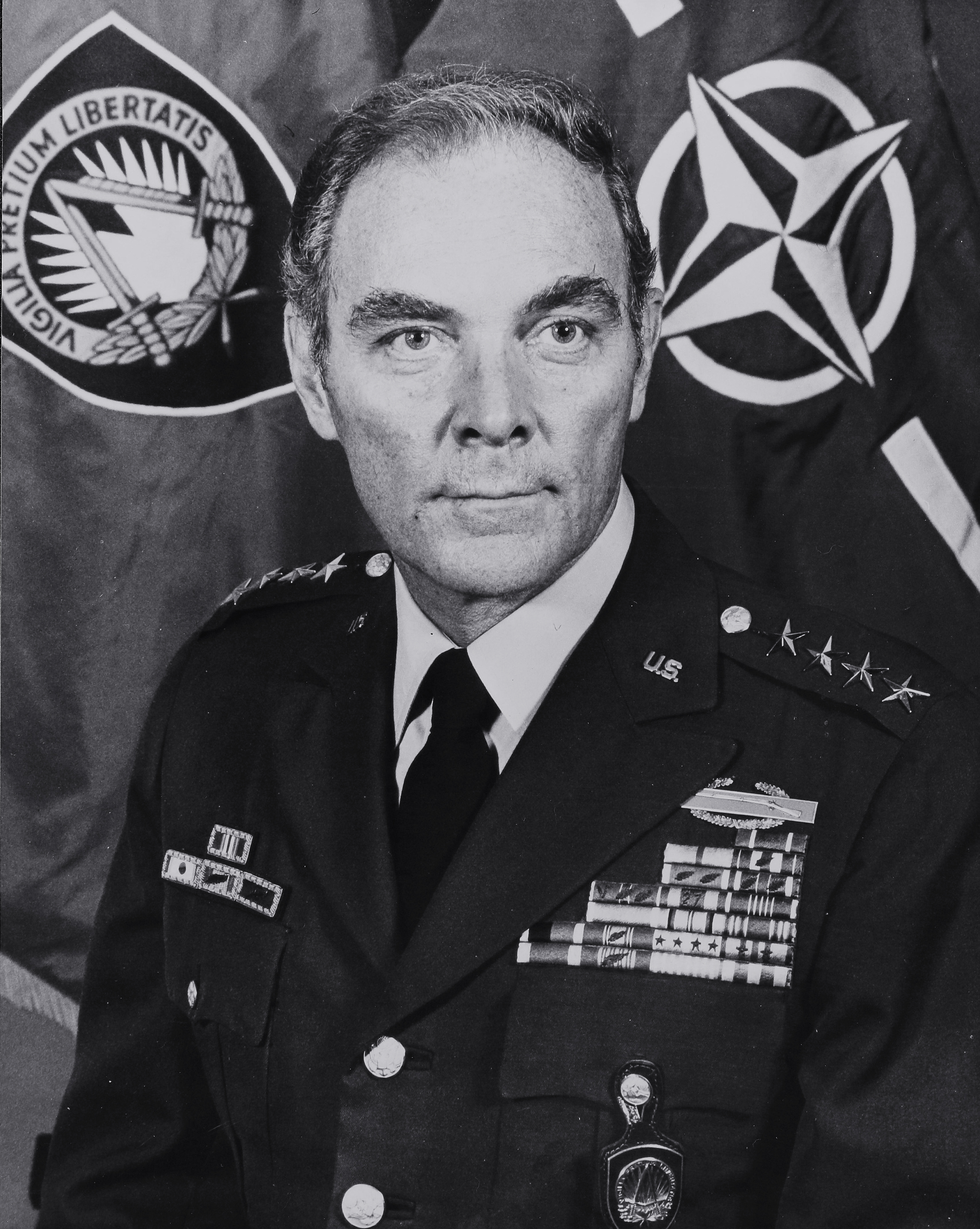
黑格上將戎裝照

### 韓戰
黑格年輕時曾擔任麥克阿瑟將軍副參謀長阿隆佐·福克斯中將的助手。在韓戰初期，黑格負責每晚向麥克阿瑟通報當天的戰場事件，後來在第10軍服役（1950－1951年），作為麥克阿瑟參謀長愛德華·阿爾蒙德將軍（仁川登陸時擔任第10軍軍長）的助手，參加了四次韓戰行動。

### 五角大樓
1962－1964年，黑格在國防部作戰副參謀長室任職參謀官，然後於1964年獲任命為陸軍司令斯蒂芬·艾爾斯的軍事助理。1966年，黑格在美國陸軍戰爭學院畢業。

## 美国国安会（1969－1972年）
1969年，黑格出任国家安全顾问亨利·基辛格的军事助理，隔年升任美国副国家安全顾问。他为巴黎和平协议铺平道路的一系列谈判中起到关键作用，该协议的签署结束了越战。他还为尼克松总统1972年历史性的中国之行打前站。

## 白宮幕僚長（1973－1974年）

### 尼克森任內
1973年，黑格短暫出任國防部副參謀長，四個月後獲理查·尼克松总统任命為白宮幕僚長。
在尼克森總統全神關注水門事件時，黑格在很大程度上一直保持著政府的運轉，並在尼克森任職的最後幾個月中被視為「代理總統」。

### 福特任內
據鮑勃·伍德華的說法，在尼克森总统1974年辞职、副总统傑拉德·福特接任总统而展开的谈判中，黑格发挥了作用。

## 北約盟軍最高司令（1974－1979年）
黑格重返軍隊後出任駐歐美軍總司令與北約盟軍最高司令。由于对伊朗人质危机的处理问题，在吉米·卡特总统执政期间，黑格辞职。退役后的黑格将军进入私营企业，但不久后，他又重返政坛，出任朗奴·列根总统的国务卿。黑格的国务卿生涯历时一年零五个月，在那期间，他以对苏联强硬立场而闻名，并陷入一场跟其他政府高官的争斗。
黑格在任期間，还在英国政府与阿根廷政府之间展开外交，为阻止两国为福克兰群岛开战，但他没能成功。

## 國務卿（1981－1982年）
1981年，当里根遇刺住院时，當時由於副總統老布希正在外訪，時任國務卿黑格在全國電視廣播上說，現在由他來主事；但此番言論並不符合美國憲法的繼位順序，往後黑格坦言他當時“措辭不當”。按照美国宪法，总统权力的继位顺序依次是副总统、众议院议长、參議院臨時議長，然后才是国务卿。
黑格在1982年辭職，結束1年半的國務卿生涯。

## 晚年
黑格卸任国务卿後在私营企业工作，并经常就外交政策发表演讲。

## 逝世
2010年2月20日，他在马里兰州巴尔迪摩的约翰·霍普金斯医院里因感染引发的并发症逝世。
美国总统巴拉克·奥巴马在一份书面声明中称黑格体现了最优秀的战士和外交官传统，毕生致力于公共服务。国务卿希拉里·克林顿评论黑格「多年来以多种身分为国家服务，在战场上赢得了荣誉，赢得了各国总统和总理的信任，赢得了整个国家的感谢」。
他的遗孀与他结俪60年，两人育有三名子女，八名孙辈。